# NGC 6509
NGC 6509 este o galaxie situată în constelația Ophiuchus. A fost descoperită în 20 iulie 1879 de către Édouard Stephan⁠(d). Se află la o distanță de 29,22 de megaparseci de Pământ.